# Diors

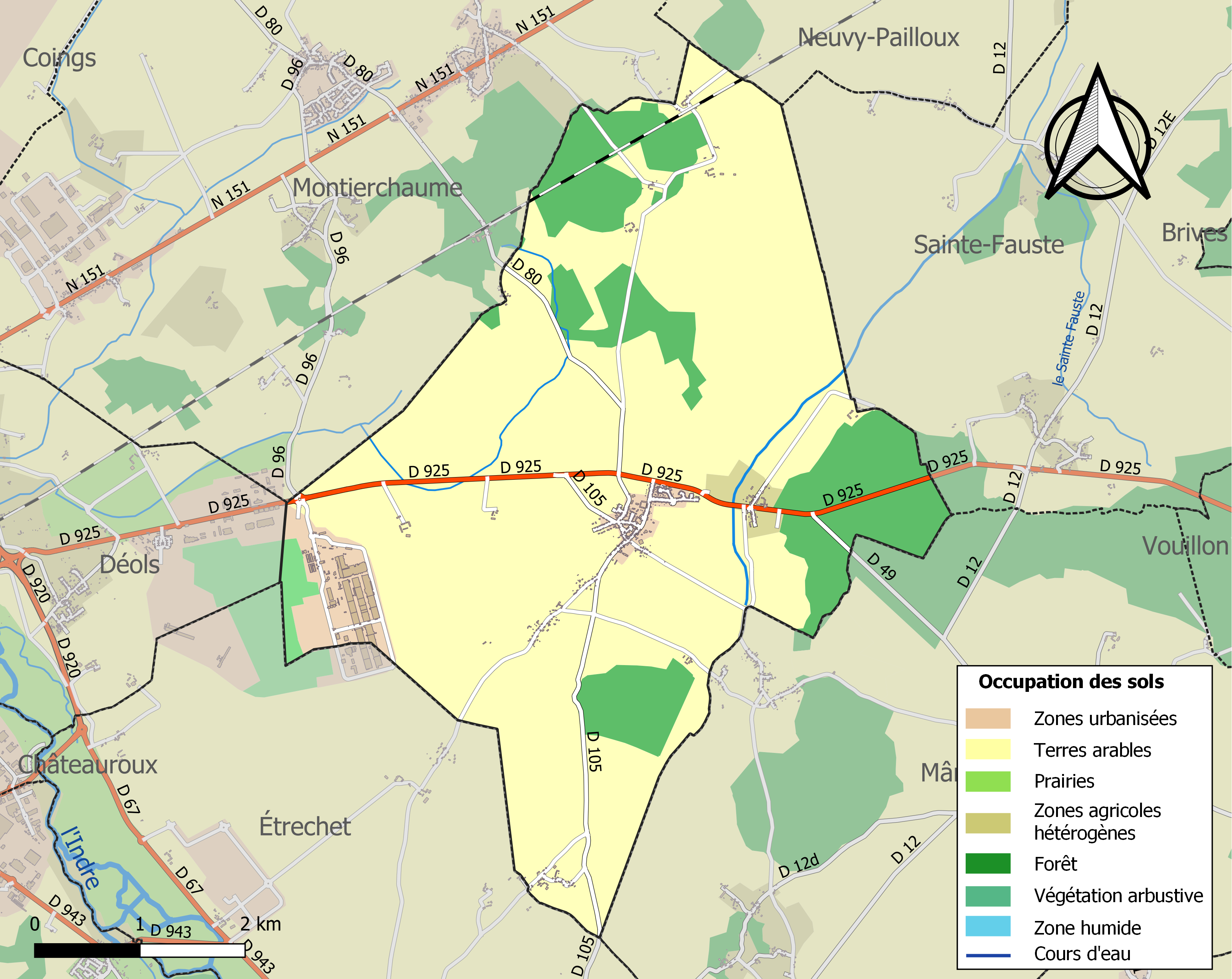
Mapa das infraestruturas e ocupação do solo em 2018 na comuna de Diors, França

Diors é uma comuna francesa na região administrativa do Centro, no departamento Indre. Estende-se por uma área de 25,71 km². Em 2010 a comuna tinha 765 habitantes (densidade: 29,8 hab./km²).